# ArXiv
arXiv (pronunciado [ˈaɾkiv]) es un archivo en línea para las prepublicaciones de artículos científicos en el campo de las matemáticas, física, ciencias de la computación y biología cuantitativa. En muchos campos de las matemáticas y la física, casi todos los artículos científicos se colocan en arXiv. A fecha 27 de julio de 2010, arXiv.org contenía más de 617 767 imprimibles, lo que supone que miles de ellos son añadidos cada mes.

## Historia
El arXiv fue desarrollado originalmente por Paul Ginsparg y comenzó en 1991 como un archivo para borradores de física y más tarde se amplió para incluir astronomía, matemáticas, ciencias de la computación, ciencia no lineal, biología cuantitativa y más recientemente estadística. Pronto se hizo obvio que se había generado una demanda para que se mantuvieran durante mucho tiempo los borradores. El término e-print se adoptó para describir estos artículos. A Ginsparg le fue concedida una beca "MacArthur Fellowship" en 2002 por la fundación de arXiv.
Originalmente fue alojada en el Laboratorio Nacional de los Álamos (at xxx.lanl.gov, de ahí su antiguo nombre, LANL preprint archive ) y ahora está alojado y administrado por la Universidad Cornell, con mirrors en todo el mundo. Cambió su nombre y dirección por arXiv.org en 1999 para darle una mayor flexibilidad. Se ha afirmado de forma equivocada que el nombre original del host "xxx" fue porque era mejor que "www" en todos sus aspectos, pero xxx.lanl.gov era anterior a la World Wide Web. También se dijo en ocasiones que existe algún software de control de contenido estaba impidiendo que algunos usuarios accedieran al sitio desde su dirección previa, xxx.lanl.gov, bajo la impresión de que XXX implicaba que era una web pornográfica; no obstante, la legislación como el Acta de protección de menores en internet no se aprobó hasta más tarde y no existen pruebas de que los usuarios fueran bloqueados significativamente por tales programas.
Su existencia fue uno de los factores que condujo a que se precipitara la actual revolución en la forma en que se efectúan las publicaciones científicas, conocido como el "movimiento de libre acceso", con la posibilidad de una eventual desaparición de las revistas científicas tradicionales. Los matemáticos profesionales y los científicos cargan regularmente sus artículos en arXiv.org para que haya un acceso mundial y algunas veces para que se revise antes de que sean publicadas en revistas revisadas por pares.
El funcionamiento de arXiv actualmente está sostenido por la Universidad Cornell y por la National Science Foundation.

## Revisión por pares
Aunque arXiv no está revisado por pares, se introdujo un sistema de "aprobación" en enero de 2004 como parte de un esfuerzo para asegurar el contenido que es relevante y de interés para la investigación actual en las disciplinas especificadas. El nuevo sistema ha recabado parte de críticas por denuncias de restricciones injustificadas. Bajo este sistema, un autor debe recibir primero su aprobación. La aprobación viene o bien de otro autor de arXiv que es un "evaluador" o es automática, dependiendo de varios criterios que no están públicamente expuestos. No se pide que los evaluadores revisen los errores del artículo, sino si este es apropiado para el área al que pertenecen. Los nuevos autores de instituciones académicas reconocidas reciben por lo general un apoyo automático, lo que en la práctica significa que no tienen que preocuparse para nada de este sistema.
Aunque la falta de revisión por pares suscita alguna preocupación, no se considera un obstáculo para los usuarios de arXiv. Muchos autores son cuidadosos con sus contribuciones. La mayoría de los e-prints también se envían a revistas científicas para que sean publicadas, pero algunos trabajos, incluidos algunos artículos influyentes, se quedan solo como e-prints y jamás son publicados en una revista científica. Un ejemplo bien conocido de esto último es una prueba potencial de la conjetura de la geometrización de Thurston, incluida en la Conjetura de Poincaré como caso particular, enviada por Grigori Perelmán en noviembre de 2002. Perelman parecía satisfecho de renunciar a una publicación tradicional revisada por pares, alegando que "Si alguien está interesado en mi forma de resolver los problemas, está todo ahí (refiriéndose a arXiv) -dejemos que entren y lo lean".
Aunque arXiv contiene algunos e-prints dudosos, como los que afirman refutar famosos teoremas o probar famosas conjeturas como los últimos teoremas de Fermat utilizando sólo matemáticas de secundaria, estos son "sorprendentemente raros" (ver Jackson 2002 en referencias). ArXiv generalmente reclasifica estos trabajos. Por ejemplo, en el apartado de "matemáticas generales" antes que destruirlos.
Diecinueve científicos, por ejemplo el premio Nobel Brian Josephson, testificaron que ninguno de sus artículos fue aceptado y otros fueron recategorizados a la fuerza por los administradores de arXiv, o bien debido a la naturaleza controvertida de su trabajo, o porque no eran teorías de cuerdas canónicas, en lo que supone una censura intelectual.

## Proceso de envío y limitaciones de tamaño
Los artículos se pueden enviar en varios formatos, incluido LaTeX y PDF impresos desde un procesador de textos que no sea TeX LaTeX. En el caso de LaTeX, se deben enviar todos los archivos para generar el texto, en particular su fuente y los de las ilustraciones. El envío es rechazado por arXiv si el software que genera el PDF final falla, si hay alguna imagen demasiado grande, o si el tamaño final después de la compresión es demasiado grande. Los límites de tamaño son bastante pequeños y a veces fuerzan a los autores a convertir las imágenes en archivos más pequeños, por ejemplo mediante postcripts encapsulados en bitpmaps y manipular el tamaño del archivo reduciendo la resolución o la calidad de la imagen convirtiéndolos a JPEG. Esto requiere bastante nivel de competencia en ciencias de la computación. Los autores pueden también ponerse en contacto con arXiv si creen que un archivo grande está justificado por la importancia de las imágenes.